# Grupo Tribu
El Grupo Tribu es un quinteto originarios de Iztacalco que se formó en 1972, integrado por Agustín Pimentel y los hermanos Méndez. Sus primeros discos fueron Zapata hoy y Contra la indiferencia. Por encargo del Instituto Nacional Indigenista realizaron un levantamiento etnográfico que los condujo a formar un archivo etnográfico audiovisual de México pionero en su tipo. Formados en la UNAM en estudios de etnomusicología, en la UV y en la Universidad de Indiana. Formaron el Centro de Apoyo al Desarrollo de la Etnomusicología en México y se sumergieron en el estudio de los instrumentos prehispánicos como ocarinas (silbatos de cerámica y barro), caracoles, ayoyotes, sonajas, ollas, teponaztlis (tambores de madera de dos lengüetas, algunos con figuras antropomorfas o caparazones de animales como la tortuga y el armadillo percutidos con cuernos de venado, también huéhuetls (tambores de madera labrados), entre otros instrumentos de percusión como algunas placas en piedra o lajas, palos de lluvia y flautas de carrizo entre otros instrumentos que dan cuenta de un patrimonio sonoro que es indispensable no sólo imaginárselo, sino interpretarlo.

Además de estudiar los instrumentos prehispánicos ya ricos en algunas colecciones arqueológicas y otros tantos referidos en fuentes históricas como los códices tales como el florentino o crónicas como las de Fray Bernardino de Sahagún, o Fray Juan de Torquemada en Monarquía Indiana donde se refiere al uso de estos instrumentos:

Tezcatlipoca aparecía en tres maneras y figuras y dijo: ven acá fulano, pues eres tan amigo, quiero que vayas a la casa del sol y traigas de allá a los cantores e instrumentos para que me hagas fiesta; y para esto llamarás a la ballena y a la sirena y a la tortuga, que se hagan puente por donde pases, pues hecha la dicha puente por donde pases; pues hecha la dicha puente y dándole un cantar que fuese diciendo y entendiéndolo el sol avisó a su gente y criados, que no le respondiesen al canto, porque a los que respondiesen los había de llevar consigo; y así aconteció que algunos de ellos pareciéndoles melifluo el canto, le respondieron; a los cuales trajo con el atabal, que llaman huehuetl y con el teponaztli.

El grupo Tribu elaboró y adaptó sus propios instrumentos de concierto:
ha reproducido instrumentos musicales precolombinos a partir del estudio de piezas arqueológicas, para crear así su propia música y hacer una fusión con instrumentos contemporáneos Flautas, tambores, percusiones y cantos ancestrales vibran con réplicas de instrumentos mayas, aztecas, totonacos o zapotecos, entre otros, creando TRIBU una fusión con instrumentos contemporáneos en una atmósfera mística que evoca los secretos de las culturas prehispánicas a través de espectáculos de acentos vistosos, coloridos y contemporáneos.
Tribu, no sólo se desarrolla en el estudio y exploración de los sonidos de instrumentos antiguos, sino que crea y adapta los sonidos que producen los instrumentos del pasado sino que los adapta a los sonidos de los instrumentos contemporáneos. En piezas como Coatlicue, Tribu desarrolla una ejecución y adaptación compleja entre percusiones de instrumentos modernos, cantos y el uso de sintetizadores. En una entrevista para la Secretaría de Cultura de la CDMX, el líder de la agrupación, Alejandro Méndez mencionó que el pasado y presente se unen con la música de Tribu:
Hacemos un puente en la historia, pues se trata de instrumentos que usaban nuestros antepasados, que hemos encontrado a base de investigación y que nos hemos empeñado en recuperar.
Tribu ha sido una agrupación que ha inspirado artísticamente a varios músicos de distintos géneros en México y en el extranjero principalmente artistas chicanos, su labor en la difusión de las expresiones culturales mexicanas en Estados Unidos ha sido notable. Aunque su trayectoria ha sido itinerante por muchos años el Museo Nacional de Antropología e Historia ha sido la principal sede de sus conciertos.